# Kije (województwo świętokrzyskie)
Kije – wieś w Polsce, położona w województwie świętokrzyskim, w powiecie pińczowskim, siedziba gminy Kije.
Do 1954 roku siedziba gminy Kliszów. W latach 1954–1972 wieś należała i była siedzibą władz gromady Kije. W latach 1975–1998 miejscowość administracyjnie należała do województwa kieleckiego.
Wieś leży na skrzyżowaniu drogi wojewódzkiej nr 766 i drogi krajowej nr 78.

## Części wsi
| SIMC    | Nazwa      | Rodzaj    |
| ------- | ---------- | --------- |
| 0242766 | Za Dębiną  | część wsi |
| 0242772 | Zakościele | część wsi |

## Historia
Miejscowość powstała po 950 roku, ale przed 1140 rokiem, bowiem we wspomnianym 1140 roku w Kijach powstał kościół ufundowany przez Piotra Włostowica.
W XVI wieku Kije były ośrodkiem działalności braci polskich. 19 lipca 1702 roku na błoniach w pobliskim Kliszowie stoczyły bitwę wojska szwedzkie, saskie i polskie. W czasie bitwy w Kijach gościło aż trzech królów: August II, Karol XII i Stanisław Leszczyński. W 1784 r. właścicielem wsi był Maciej Lanckoroński, wojewoda bracławski.
W XIX wieku miejscowa ludność oprócz rolnictwa trudniła się wyrobem przedmiotów z gipsu, takich jak kolumny, wazony i stoliki. W 1827 roku wieś miała 27 domów i 176 mieszkańców. W 1864 w wyniku uwłaszczenia chłopów przeprowadzonego na mocy ukazu cara Aleksandra II Romanowa mieszkańcy stali się właścicielami posiadanej ziemi i budynków. Pod koniec XIX wieku właścicielem majątku ziemskiego w Kijach byli Lanckorońscy. Na miejscowym cmentarzu spoczywa m.in. 13 partyzantów Batalionów Chłopskich poległych w 1944 w ataku na pociąg niemiecki pod Umianowicami.
Urodził się tu Tadeusz Stanisław Burdziński – major dyplomowany łączności Wojska Polskiego, cichociemny, powstaniec warszawski.

## Zabytki
- Zespół kościoła parafialnego pw. św. Piotra i Pawła, wpisany do rejestru zabytków nieruchomych (nr rej.: A/636/1-3 z 2.10.1956 i z 21.06.1967)[8]:
  - kościół zbudowany w II połowie XII wieku, przebudowywany w I połowie XVII wieku i w XVIII wieku,
  - dzwonnica-brama z 1786 roku,
  - mur cmentarza z 1766 roku
- Stary cmentarz parafialny z początku XIX wieku (nr rej.: A.898 z 28.03.2012)[8].